# Astensione
L'astensione è un istituto processuale teso a garantire l'imparzialità personale di un soggetto deputato all'esercizio di una funzione giurisdizionale e che consiste nel mancato esercizio di tale funzione.

## Processo civile
Ex art. 51 c.p.c, il giudice ha l'obbligo di astenersi:
- se ha interesse nella causa o in altra vertente su identica questione di diritto;
- se egli stesso o la moglie è parente fino al quarto grado o legato da vincoli di affiliazione, o è convivente o commensale abituale di una delle parti o di alcuno dei difensori;
- se egli stesso o la moglie ha causa pendente o grave inimicizia o rapporti di credito o debito con una delle parti o alcuno dei suoi difensori;
- se ha dato consiglio o prestato patrocinio nella causa, o ha deposto in essa come testimone, oppure ne ha conosciuto come magistrato in altro grado del processo o come arbitro o vi ha prestato assistenza come consulente tecnico;
- se è tutore, curatore, amministratore di sostegno, procuratore, agente o datore di lavoro di una delle parti;
- se, inoltre, è amministratore o gerente di un ente, di un'associazione anche non riconosciuta, di un comitato, di una società o stabilimento che ha interesse nella causa.

In ogni altro caso in cui esistono gravi ragioni di convenienza, il giudice può richiedere al capo dell'ufficio l'autorizzazione ad astenersi; quando l'astensione riguarda il capo dell'ufficio, l'autorizzazione è chiesta al capo dell'ufficio superiore.

## Processo penale

### Astensione del giudice
Ex art. 36 c.p.p., il giudice ha l'obbligo di astenersi:
- se ha interesse nel procedimento o se alcuna delle parti private o un difensore è debitore o creditore di lui, del coniuge o dei figli;
- se è tutore, curatore, procuratore o datore di lavoro di una delle parti private, ovvero se il difensore, procuratore o curatore di una di dette parti è prossimo congiunto di lui o del coniuge;
- se ha dato consigli o manifestato il suo parere sull'oggetto del procedimento fuori dell'esercizio delle funzioni giudiziarie;
- se vi è inimicizia grave fra lui o un suo prossimo congiunto e una delle parti private;
- se alcuno dei prossimi congiunti di lui o del coniuge è offeso o danneggiato dal reato o parte privata;
- se un prossimo congiunto di lui o del coniuge svolge o ha svolto funzioni di pubblico ministero;
- se si trova in taluna delle situazioni di incompatibilità stabilite dagli articoli 34 e 35 c.p.p. e dalle leggi di ordinamento giudiziario;
- se esistono altre gravi ragioni di convenienza.

I motivi di astensione per ragioni di coniugio o affinità sussistono anche dopo l'annullamento, lo scioglimento o la cessazione degli effetti civili del matrimonio.
La dichiarazione di astensione è presentata al presidente della corte o del tribunale, che decide con decreto senza formalità di procedura.
Sulla dichiarazione di astensione del presidente del tribunale decide il presidente della corte di appello; su quella del presidente della corte di appello decide il presidente della corte di cassazione.

### Astensione del pubblico ministero
Ex art. 52 c.p.p., il magistrato del pubblico ministero ha la facoltà di astenersi quando esistono gravi ragioni di convenienza.
Sulla dichiarazione di astensione decidono, nell'ambito dei rispettivi uffici, il procuratore della Repubblica presso il tribunale e il procuratore generale. Sulla dichiarazione di astensione del procuratore della Repubblica presso il tribunale e del procuratore generale presso la corte di appello decidono, rispettivamente, il procuratore generale presso la corte di appello e il procuratore generale presso la corte di cassazione.
Con il provvedimento che accoglie la dichiarazione di astensione, il magistrato del pubblico ministero astenuto è sostituito con un altro magistrato del pubblico ministero appartenente al medesimo ufficio. Nondimeno, quando viene accolta la dichiarazione di astensione del procuratore della Repubblica presso il tribunale e del procuratore generale presso la corte di appello, può essere designato alla sostituzione altro magistrato del pubblico ministero appartenente all'ufficio ugualmente competente.

## Processo amministrativo
Ex art. 17 cod. proc. amm. (d.lgs. 104/2010), al giudice amministrativo si applicano le cause e le modalità di astensione previste dal codice di procedura civile.